# Sidney Nolan
Sir Sidney Robert Nolan (n. 22 aprilie 1917, Carlton, Australia, Melbourne - d. 28 noiembrie 1992, Londra) a fost unul dintre cei mai mari pictori din Australia.